# Henri de La Broise
Henri de La Broise est un écrivain, industriel, collectionneur d'arts, maire, né le 4 décembre 1835 à Laval (Mayenne) et mort en 1902. Il est le fils de Michel Georges de La Broise.

## Biographie
Henri de La Broise est issu d'une famille noble de Normandie,. La filiation de la famille de la Broise paraît régulièrement établie depuis l'année 1433. La famille, qui porte : d'azur au chevron d'or barré de deux fasces de même, accompagné de 3 molettes aussi d'or, fut maintenue en Normandie en 1464, 1523, 1599, 1635, et au Maine en 1666.

### Les débuts
Il effectue à Paris de solides études, couronnées par un prix de sciences au Concours général. Il prend sa licence en droit et vint s'inscrire au barreau de Laval. Mais son activité intellectuelle se dépense surtout dans la politique et l'archéologie.
Il épouse en 1857 Louise Marie Virginie d'Aubert. Il est l'auteur de plusieurs ouvrages concernant l'art et la politique. Il est membre de la Société des Arts Réunis de Laval.

### Légitimiste et écrivain
Secrétaire du comité légitimiste, collaborateur de l'Indépendant de l'Ouest, fondateur de l'Ami des Campagnes, conférencier, il rédige un livre sur Le vrai et le faux libéralisme (Paris, Lethielleux, 1866). En 1870, il envoie de Rome à l'Indépendant une correspondance suivie sur les événements de la péninsule.
Il rentre en France, tint tête dans un discours virulent au préfet Eugène Delattre, et au lendemain de la paix, publia : Plus de révolutions ! Appel aux gens d'ordre par un ami de la vérité (Laval, Mary-Beauchêne, 1871, in-8, 14 pages) ; République ou Monarchie (Ibid., 1871, in-16, 159 p.).
En 1873 il donnait encore les Propos de Jérôme Cormemolle et de Jacqueline, son épouse, cultivateurs à la Grande-Bagoutière, sur les malheurs du temps.

### Industriel
Après s'être fait élire maire de Forcé de 1871 à 1879, il créa à Laval une usine de tissage mécanique dans l'espoir d'acquérir par là une influence utile sur la population ouvrière.
Trompé par des auxiliaires, sa fortune sombre à peu près au début de la IIIe République, dans l'échec du tissage mécanique Notre-Dame d'Avesnières qu'il a établi à Laval. Il vend ses inestimables collections et se retire à Paris.
Heureusement pour lui, un associé honnête et habile, M. Delatouche, à qui il avait loué son usine, lui fait retrouver une grande partie de sa fortune. À Paris, il se fait par amour de l'art, peintre-verrier, puis émailleur ; il offre un triptyque émaillé  à la Basilique d'Avesnières.
Détourné des études ou du moins des écrits sur l'archéologie par la politique et les affaires, il a écrit : Essai de l'histoire de l'armement en France depuis la fin de l'époque gallo-romaine jusqu'au XVIIIe siècle (Bull. de la Société des lettres, sciences et arts de Laval, et Paris, Didron, 1868, in-8, 86 p.) ; — Les manuscrits anciens à l'Exposition universelle (Union, 10, 18 septembre, 10 octobre 1867, et Paris, A. Laîné, 1869, in-8, 50 p.) ; — Exposition de 1875 (à Laval), catalogue descriptif des objets d'art anciens (Laval, L. Moreau, 1875, in-12, 104 p.).
Henri de la Broise est rarement revenu à Laval. Il est mort à Paris, le 1er juin 1902. En 1917, la famille Feinte rachète l'usine des Coutils d'Avesnières créée par la famille de la Broise.

### Collectionneur
Sa propre collection formait le fonds le plus riche de l'exposition de Laval en 1875. Elle a été dispersée, mais il en avait formé une seconde depuis, car son fils a vendu une nouvelle série. Le reste de sa collection est vendue à l'Hôtel Drouot le 10 juin 1931. Elle était composée de tableaux anciens, d'objet d'art et de haute curiosité du Moyen Âge à la Renaissance.

### Famille
Il est le père d'Henri de La Broise (1864-1926), lieutenant, chevalier de la Légion d'honneur en 1922, et l'oncle de René de La Broise (1860-1906), jésuite.

## Source
: document utilisé comme source pour la rédaction de cet article..
- « Henri de La Broise », dans Alphonse-Victor Angot et Ferdinand Gaugain, Dictionnaire historique, topographique et biographique de la Mayenne, Laval, A. Goupil, 1900-1910 [détail des éditions] (BNF 34106789, présentation en ligne), t.IV